# Goniocotes chrysocephalus
Goniocotes chrysocephalus är en insektsart som beskrevs av Christoph Gottfried Andreas Giebel 1874. Enligt Catalogue of Life ingår Goniocotes chrysocephalus i släktet trollöss och familjen fjäderlöss, men enligt Dyntaxa är tillhörigheten istället släktet trollöss och familjen Goniodidae. Arten är reproducerande i Sverige. Inga underarter finns listade i Catalogue of Life.